# Diecezja cieszyńska
Diecezja cieszyńska (dawniej też: seniorat śląski, superintendentura śląska, diecezja śląska) – największa pod względem liczby wiernych diecezja Kościoła Ewangelicko-Augsburskiego w RP. Diecezja liczy 22 parafie obsługiwane przez 45 duchownych. Swoim zasięgiem obejmuje polską część Śląska Cieszyńskiego oraz fragment Małopolski (parafia w Białej z filiałem w Szczyrku leżą w historycznej Małopolsce). Siedzibą władz diecezjalnych jest Bielsko-Biała.

## Historia
Reformacja na terenie Księstwa Cieszyńskiego rozpoczęła się nie wcześniej niż po 1545 roku, czyli po objęciu samodzielnych rządów przez Wacława III Adama. Jedynie w niemieckojęzycznym Bielsku można powiedzieć, że rozpowszechniła się wcześniej, już na przełomie lat 30. i 40. XVI wieku. Szlachta i mieszkańcy księstwa przyjmowali nowe wyznanie, a dotychczasowe parafie katolickie stawały się ewangelickimi. Sytuacja ta została zahamowana przez kontrreformację, rozpoczętą stosunkowo łagodnie w 1610 przez księcia Adama Wacława do śmierci ostatniej piastowskiej księżnej Elżbiety Lukrecji, następnie przez Habsburgów od 1654 r. Świątynie odebrano wiernym na rzecz kościoła katolickiego, wygnano duchownych, a ewangelicy zbierali się w tajemnicy w domach lub lasach. Posługę duszpasterską pełnili wędrowni kaznodzieje, pochodzący ze Słowacji, Dolnego Śląska i Królestwa Polskiego.
Za przyczyną szwedzkiego króla Karola XII oraz protestanckiej śląskiej szlachty, w 1709 r. wybudowano Kościół Jezusowy w Cieszynie, będący jednym z kościołów łaski. Powstała również szkoła ewangelicka.
W związku z wydaniem patentu tolerancyjnego przez cesarza Józefa II Habsburga w 1781 r., na terenie Śląska Cieszyńskiego utworzono nowe parafie w Jaworzu, Bielsku, Bystrzycy, Błędowicach, Ligotce Kameralnej i Wiśle, a później w Ustroniu, Goleszowie, Nawsiu, Drogomyślu i Starym Bielsku. Parafie te działały w obrębie superintendentury morawsko-śląsko-galicyjskiej należącej do kościoła ewangelickiego austriackiej Przedlitawii. Po podziale jednostki na dwie części w 1803 r., weszły w skład superintendentury morawsko-śląskiej. Parafie Śląska Cieszyńskiego stanowiły podległy jej seniorat śląski. Seniorem śląskim (1888-1909) i superintendentem morawsko-śląskim (1909–1911) był ks. Andrzej Krzywoń.
Po odzyskaniu niepodległości przez Polskę w 1918 r. większość zborów wchodzących w skład senioratu śląskiego wyraziły chęć dołączenia do Konsystorza Ewangelicko-Augsburskiego w Warszawie, co uczyniono poprzez podpisanie odpowiedniego aktu 20 grudnia 1918 r. Przeciwne temu były trzy niemieckojęzyczne zbory w Bielsku, Starym Bielsku i Międzyrzeczu Górnym, które wolały dołączyć do Ewangelickiego Kościoła Unijnego na polskim Górnym Śląsku. Ich przedstawiciele wyrażali taką chęć jeszcze w 1922 roku celem zachowania charakteru niemiecko-ewangelickiego, do czego jednak nie doszło. Na skutek podziału Śląska Cieszyńskiego, 15 zborów wraz z 50 tysiącami wiernych znalazło się w granicach Czechosłowacji, gdzie zorganizowane zostały w Augsburski Kościół Ewangelicki na Wschodnim Śląsku w Czechosłowacji. Do Polski przyłączono teren zamieszkały przez 43 tysiące wiernych z 10 parafiami w: Bielsku, Cieszynie, Drogomyślu, Goleszowie, Jaworzu, Międzyrzeczu, Skoczowie, Starym Bielsku, Ustroniu i Wiśle. Seniorem śląskim został Franciszek Michejda. Jego następcą został Karol Kulisz, pełniący tę funkcję w latach 1921–1937. Kolejnym seniorem został mianowany w 1937 r. Paweł Nikodem.
W 1938 po przyłączeniu Zaolzia do Polski w skład senioratu śląskiego weszły tamtejsze zbory luterańskie, należące uprzednio do Augsburskiego Kościoła Ewangelickiego na Wschodnim Śląsku w Czechosłowacji. Rozpoczęła się również rywalizacja z kościołem rzymskokatolickim o przejmowany majątek i wiernych działającego tam dotychczas Kościoła Czechosłowackiego.
Po wybuchu II wojny światowej okupacyjna administracja niemiecka włączyła miejscowe zbory jako okręg kościelny Cieszyn (niem. Kirchenkreis Teschen) do śląskiej ewangelickiej prowincji kościelnej (niem. Evangelische Kirche Provinz Schlesien) Ewangelickiego Kościoła Unii Staropruskiej. Na czele okręgu stanął superintendent Paul Zahradnik, gorliwy zwolennik faszyzmu. Jakiekolwiek używanie języka polskiego zostało zakazane, a polskojęzyczne materiały niszczono. Większość z księży wymieniono na niemieckich duszpasterzy. Część dotychczasowych duchownych została uwięziona i zmarła potem w obozach koncentracyjnych. Ofiarami obozów było również około 500 innych członków kościoła, aktywnie działających w prezbiterstwach zborów, czy organizacjach religijnych i charytatywnych.
Po wojnie i likwidacji Kościoła Ewangelickiego Augsburskiego i Helweckiego Wyznania w Małopolsce do diecezji przyłączono parafię w Białej.
W 1957 r. urząd seniora diecezji objął ks. Adam Wegert, poprzednio pastor zboru w Bielsku.
W 1967 r. powołano samodzielną parafię w Czechowicach-Dziedzicach. W następnych latach nastąpiło przekształcanie kolejnych filiałów w niezależne parafie.
Kolejnym seniorem diecezji został w 1980 r. Jan Szarek, który w 1991 r. wybrany został na biskupa Kościoła Ewangelicko-Augsburskiego w RP. W związku ze zmianą prawa kościelnego i przekształceniem stanowiska seniora diecezji w urząd biskupa diecezjalnego, pierwszym zwierzchnikiem diecezji z tytułem biskupa został pastor zboru w Częstochowie  ks. Paweł Anweiler, który sprawował tę funkcję do 2016 r. 21 listopada 2015 r. dokonano wyboru nowego biskupa, pastora w Goleszowie ks. Adriana Korczago, wprowadzonego w urząd podczas konsekracji w Cieszynie 6 stycznia 2016 r.

## Władze
- Biskup diecezjalny – bp dr Adrian Korczago
- Kurator diecezjalny – Tomasz Bujok
- Radca duchowny – ks. Waldemar Szajthauer
- Radca świecki – Krystyna Penkała

Zwierzchnicy diecezji cieszyńskiej Kościoła Ewangelicko-Augsburskiego w RP
| Lata posługi | Zwierzchnik diecezji     | Lata życia | Uwagi                                          |
| ------------ | ------------------------ | ---------- | ---------------------------------------------- |
| 1937-1954    | ks. senior Paweł Nikodem | 1878-1954  |                                                |
| 1957-1980    | ks. senior Adam Wegert   | 1910-1981  |                                                |
| 1980-1991    | ks. senior Jan Szarek    | 1936-2020  | Biskup Kościoła w latach 1991–2001             |
| 1992-2015    | bp Paweł Anweiler        | ur. 1950   | wybrany na kolejne kadencje w 2002 i 2012 roku |
| od 2015      | bp dr Adrian Korczago    | ur. 1964   |                                                |

## Parafie

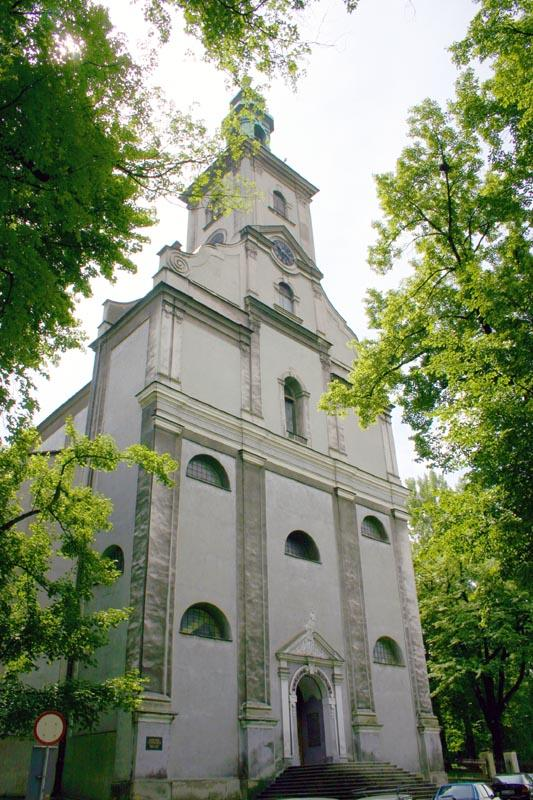
Kościół Jezusowy w Cieszynie

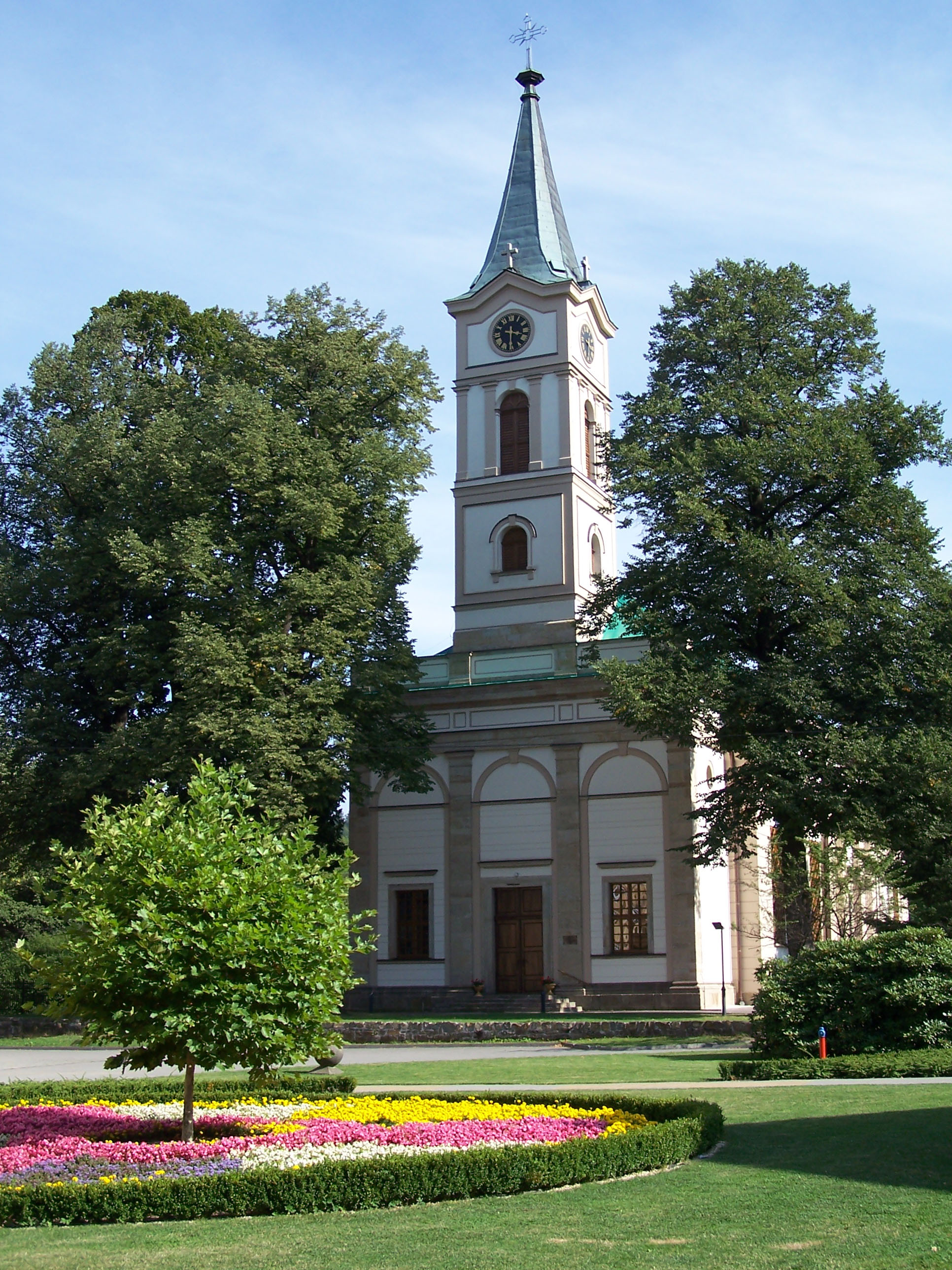
Kościół Ewangelicki w centrum Wisły

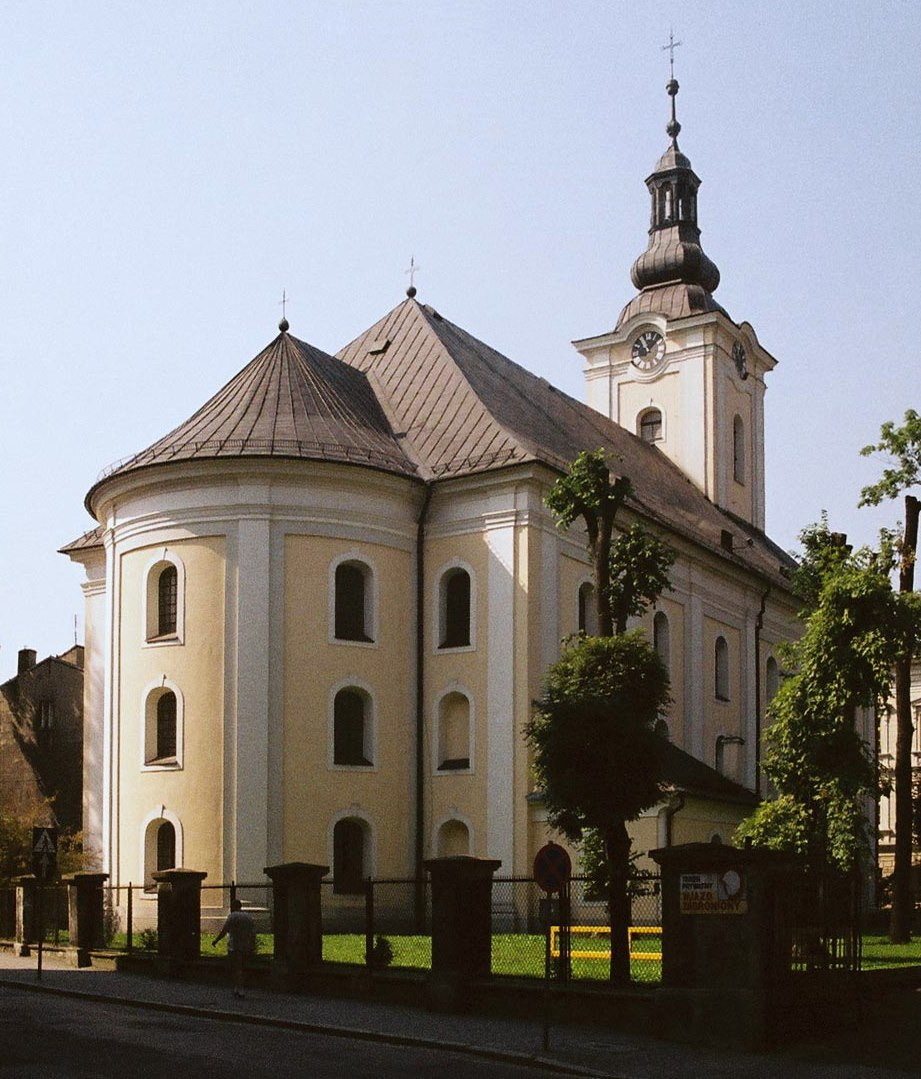
Kościół Ewangelicki Marcina Lutra w Bielsku-Białej

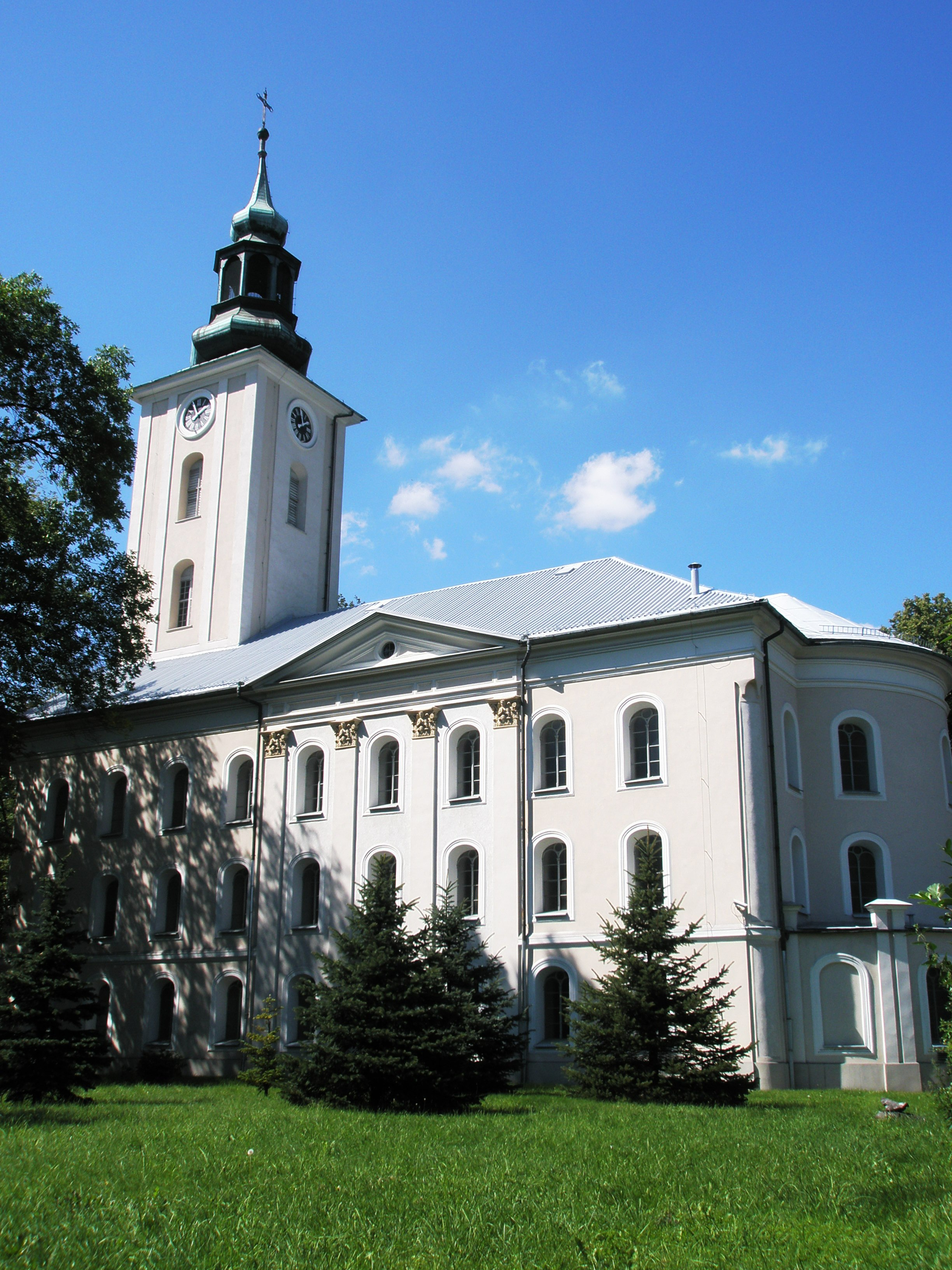
Kościół Jana Chrzciciela w Bielsku-Białej

- Parafia w Białej, proboszcz: ks. Henryk Mach,
  - filiał w Salmopolu
  - filiał w Węgierskiej Górce[13]
- Parafia w Bielsku, proboszcz: ks. Krzysztof Cienciała,
- Parafia w Starym Bielsku, proboszcz: ks. dr Piotr Szarek,
  - filiał w Bielsku-Białej – Kamienicy
- Parafia w Bładnicach, proboszcz: ks. Marcin Markuzel,
- Parafia w Brennej-Górkach, proboszcz: ks. Roman Kluz,
  - filiał w Górkach Wielkich
- Parafia w Cieszynie, proboszcz: ks. Marcin Brzóska,
  - filiał w Bażanowicach
  - filiał w Gumnach
  - filiał w Hażlachu
  - filiał w Krasnej
  - filiał w Cieszynie-Marklowicach
  - filiał w Ogrodzonej
  - filiał w Puńcowie
  - filiał w Zamarskach
- Parafia w Cisownicy, proboszcz: ks. Marek Twardzik,
- Parafia w Czechowicach-Dziedzicach, proboszcz: ks. Janusz Holesz,
- Parafia w Dzięgielowie, proboszcz: ks. Arkadiusz Raszka,
- Parafia w Drogomyślu, proboszcz: ks. Karol Macura,
  - filiał w Bąkowie
  - filiał w Pruchnej
- Parafia w Goleszowie, proboszcz: ks. Piotr Sztwiertnia[14]
  - filiał w Godziszowie
  - filiał w Kisielowie
  - filiał w Kozakowicach Dolnych
  - filiał w Lesznej Górnej
- Parafia w Istebnej, proboszcz: ks. Dariusz Madzia,
- Parafia w Jaworzu, proboszcz: ks. Władysław Wantulok,
  - filiał w Jasienicy
  - filiał w Świętoszówce
- Parafia w Międzyrzeczu Górnym, proboszcz: ks. Andrzej Dyczek,
  - filiał w Mazańcowicach
- Parafia w Skoczowie, proboszcz: ks. dr Alfred Borski,
  - filiał w Dębowcu
  - filiał w Pierśćcu
  - filiał w Simoradzu
- Parafia w Ustroniu, proboszcz: ks. Dariusz Lerch[15],
  - filiał w Dobce
  - filiał w Ustroniu-Polanie
  - filiał w Lipowcu
- Parafia w Wieszczętach-Kowalach, proboszcz: ks. Piotr Janik,
- Parafia w Wiśle Centrum, proboszcz: ks. Waldemar Szajthauer,
- Parafia w Wiśle Czarnem, proboszcz: ks. radca Marek Michalik,
- Parafia w Wiśle Głębcach, proboszcz: ks. Tadeusz Byrt,
- Parafia w Wiśle Jaworniku, proboszcz: ks. Marcin Podżorski[16],
- Parafia w Wiśle Malince, proboszcz: ks. Leszek Czyż.